# Tour de San Luis
El Tour de San Luis és una competició ciclista per etapes que es disputa anualment durant el mes de gener a la província de San Luis, a l'Argentina.
La primera edició es va disputar el 2007 i va ser guanyada per Jorge Alberto Giacinti i fins al moment cap ciclista ha repetit triomf.

## Palmarès
| Any  | Guanyador              | Segon                  | Tercer                 |
| ---- | ---------------------- | ---------------------- | ---------------------- |
| 2007 | Jorge Alberto Giacinti | Fernando Antogna       | Francisco Mancebo      |
| 2008 | Martín Garrido         | Gerardo Fernandez      | Jorge Alberto Giacinti |
| 2009 | Alfredo Lucero         | Jorge Alberto Giacinti | José Serpa             |
| 2010 | Vincenzo Nibali        | José Serpa             | Rafael Valls           |
| 2011 | Marco Arriagada        | José Serpa             | Josué Moyano           |
| 2012 | Levi Leipheimer        | Daniel Díaz            | Stefan Schumacher      |
| 2013 | Daniel Díaz            | Tejay van Garderen     | Alex Diniz             |
| 2014 | Nairo Quintana         | Phillip Gaimon         | Sergio Godoy           |
| 2015 | Daniel Díaz            | Rodolfo Torres         | Nairo Quintana         |
| 2016 | Dayer Quintana         | Eduardo Sepúlveda      | Nairo Quintana         |